# Мановакуумметр
Мановакуумметр (рос. мановакуумметр; англ. compound pressure and vacuum gauge; нім. Manovakuummeter n) – манометр для вимірювання надлишкового тиску та тиску розрідженого газу відносно атмосферного тиску.
Найпростішим мановакууметром можна вважати U-подібний манометр.